# Totalmente Demais (telenovela)
Totalmente Demais é uma telenovela brasileira produzida e exibida pela TV Globo de 9 de novembro de 2015 até 30 de maio de 2016, em 175 capítulos. Substituiu I Love Paraisópolis e foi substituída por Haja Coração, sendo a 87ª "novela das sete" transmitida pela emissora
É a segunda adaptação da peça teatral Pigmalião de George Bernard Shaw exibida pela emissora depois da novela Pigmalião 70. Livremente baseada na peça, foi adaptada por Rosane Svartman e Paulo Halm, com colaboração de Mário Viana, Claudia Sardinha, Fabrício Santiago e Felipe Cabral, com revisão de texto de Charles Peixoto e direção de Marcus Figueiredo, Luis Felipe Sá, Thiago Teitelroit e Noa Bressane. A direção geral e de núcleo foram de Luiz Henrique Rios.
Contou com  Marina Ruy Barbosa, Juliana Paes, Fábio Assunção, Felipe Simas, Leona Cavalli, Paulo Rocha, Carla Salle e Juliana Paiva nos papéis principais.
Foi indicada ao Emmy Internacional na categoria de melhor telenovela, concorrendo com Velho Chico de Benedito Ruy Barbosa.

## Enredo
Eliza é uma moça pobre que foge de casa para escapar do assédio sexual de Dino, seu padrasto, que também agride sua mãe, Gilda. Morando nas ruas do Rio de Janeiro e vendendo flores para sobreviver, ela se apaixona por Jonatas, um rapaz batalhador que vende balas para ajudar sua família, mas acaba sendo o centro de uma disputa entre Carolina – arrogante editora-chefe da revista Totalmente Demais – e Arthur, quando ele aposta que pode fazer a florista vencer o concurso "Garota Totalmente Demais", que revelará uma nova modelo. Eliza aceita a proposta visando salvar sua mãe, porém a proximidade com Arthur faz com que os dois se envolvam também e ela fique dividida, irritando Carolina, que tem um relacionamento instável com o empresário. Disposta a tirar Eliza de seu caminho, passa a sabotá-la no concurso com a ajuda de Cassandra, uma cômica e atrapalhada aspirante a modelo, que sempre tem seus planos frustrados.
Germano e Lili, que são donos da empresa de cosméticos Bastille e patrocinadores do concurso, vivem um casamento falido há anos. Ela redescobre o amor com Rafael – um fotógrafo com metade de sua idade – para despeito de Lu, obcecada por ele. Eles são pais de Fabinho, que é desprezado por Germano por ser ativista ambiental. Fabinho passa odiar Jonatas, quando ele se torna assistente e protegido do pai, além de perder a namorada Leila para o rapaz. Já Arthur se divide entre sua filha depressiva Jojô, sua ex-mulher Natasha, com quem volta a se envolver, e seus pais divorciados, Stelinha e Maurice, a quem pede ajuda para transformar Eliza, apesar das desavenças que têm. Na trama há também a venenosa Lorena, ex-assistente de Carolina, e editora de um site de fofocas, que tenta acabar com sua carreira para usurpar seu cargo.
Rosângela, mãe de Jonatas, sustentava o marido Florisval até descobrir que ele tem um caso com Maristela, vivendo às voltas entre ele e um novo amor com Montanha. Eles tem três filhos: Wesley, que vive um romance com Janaína e enfrenta diversos problemas quando fica paraplégico, Jennifer, que tenta ajudar o namorado Cascudo a denunciar o tio que o espanca e Anthony (Bola) que não é filho de Florisval mas tem ele como pai, tem o sonho de ser empresário de sua irmã. A estudiosa Débora é o oposto da irmã Cassandra e tem um amor platônico por Fabinho, não percebendo que quem gosta dela é Charles. O bairro é aterrorizado por uma gangue formada por Jacaré, Riscado e Braço. Em dado momento da história reaparece Sofia, filha de Germano e Lili, que todos acreditavam estar morta, retornando para se vingar da mãe por estar namorando seu ex-namorado e do pai, quando é revelado ter outra filha, Eliza.

## Elenco
| Intérprete             | Personagem                            |
| ---------------------- | ------------------------------------- |
| Marina Ruy Barbosa     | Eliza Machado de Assis Monteiro       |
| Fábio Assunção         | Arthur Valmont Carneiro de Alcântara  |
| Juliana Paes           | Carolina Castilho (Carol)             |
| Felipe Simas           | Jonatas Castro                        |
| Vivianne Pasmanter     | Liliane de Bocaiuva Monteiro (Lili)   |
| Humberto Martins       | Germano Monteiro                      |
| Priscila Steiman       | Sofia de Bocaiuva Monteiro / Nina     |
| Juliana Paiva          | Sandra Regina Matoso (Cassandra)      |
| Daniel Rocha           | Rafael Guerra                         |
| Daniel Blanco          | Fábio de Bocaiuva Monteiro (Fabinho)  |
| Carla Salle            | Leila                                 |
| Paulo Rocha            | Erondino (Dino)                       |
| Leona Cavalli          | Gilda Machado de Assis                |
| Julianne Trevisol      | Maria Luísa Lins (Lu)                 |
| Marat Descartes        | Pietro Enrico                         |
| Pablo Sanábio          | Maximiliano Augusto (Max)             |
| Glória Menezes         | Stelinha Carneiro de Alcântara        |
| Reginaldo Faria        | Maurice Valmont Carneiro de Alcântara |
| Giovanna Rispoli       | Maria João Oliver de Alcântara (Jojô) |
| Guida Vianna           | Aparecida                             |
| Olívia Torres          | Débora Matoso                         |
| Orã Figueiredo         | Hugo Matoso                           |
| Samantha Schmutz       | Dora Castilho (Dorinha)               |
| Hélio de La Peña       | Zé Pedro                              |
| Lavínia Vlasak         | Natasha Oliver                        |
| Malu Galli             | Rosângela                             |
| Aílton Graça           | Florisval                             |
| Aline Fanju            | Maristela                             |
| Toni Garrido           | Montanha                              |
| Adriana Birolli        | Lorena Domingos                       |
| Sérgio Malheiros       | Jorge da Silva (Jacaré)               |
| Isabella Koppel        | Dayse Machado de Assis                |
| Kaik Brum              | Carlos Machado de Assis (Carlinhos)   |
| Gabriel Reif           | Jamaica                               |
| Jéssica Ellen          | Adele                                 |
| Raphael Sander         | Charles                               |
| Felipe Silcler         | Cascudo                               |
| Lellê                  | Jennifer                              |
| Juan Paiva             | Wesley                                |
| Cauê Campos            | Anthony (Bola)                        |
| Valentina Bandeira     | Janaína                               |
| Pally Siqueira         | Bárbara                               |
| Aline Borges           | Kátia                                 |
| Carolyna Aguiar        | Lurdinha                              |
| Rodrigo Rangel         | Delegado Peçanha                      |
| Leonardo Lima Carvalho | João                                  |
| Juliana Louise         | Maria                                 |
| Ana Paula Botelho      | Mirtes                                |
| Cadu Paschoal          | Riscado                               |
| Dhonata Augusto        | Braço                                 |
| Regina Sampaio         | Euzébia                               |
| Wendell Bendelack      | Silas                                 |
| Patrícia Costa         | Cleide                                |
| Lana Guelero           | Jacira                                |
| Vanessa Pascale        | Yasmin                                |

### Participações especiais
| Intérprete          | Personagem                                                      |
| ------------------- | --------------------------------------------------------------- |
| Danielle Winits     | Suely Matoso (Suelen)                                           |
| Nicola Siri         | Giancarlo Di Nornia                                             |
| Fernanda Motta      | Danielle Liebdish (Dani)                                        |
| Marcelo Arnal       | Marcão                                                          |
| Tatá Werneck        | Fedora Abdala Varella (Fefê)                                    |
| Erika Januza        | Vanessa                                                         |
| Stênio Garcia       | Bino                                                            |
| Lady Francisco      | Fátima                                                          |
| Geovanna Tominaga   | Marisa                                                          |
| Paulo Dalagnoli     | Lírio Lorenzzo                                                  |
| Úrsula Corona       | Cláudia                                                         |
| Viétia Zangrandi    | Juíza na prova de atletismo                                     |
| Isaac Bardavid      | Sheik Ibrahim Alfaray                                           |
| Patrícia Barros     | Ellen Millet                                                    |
| Ed Oliveira         | Machado                                                         |
| José Victor Castiel | Comendador Magalhães                                            |
| Anna Cotrim         | Míriam                                                          |
| Michelle Costa      | Marcinha                                                        |
| Leonardo Carvalho   | Policial Wilson                                                 |
| Sylbeth Soriano     | Berenice (Berê)                                                 |
| Daniel Rangel       | Rapaz no bar                                                    |
| Débora Ozório       | Gilda (jovem)                                                   |
| Ícaro Zulu          | Gabriel Castilho                                                |
| Cláudia Sardinha    | Jessy                                                           |
| Luca Ribeiro        | José Renato Augusto Vasconcelos de Bragança e Grimaldi (Meleka) |
| Créo Kellab         | Fernando                                                        |
| Antônio Gonzales    | Pai de Max                                                      |
| Beto Vandesteen     | Ivo                                                             |
| Malu Falangola      | Ana Paula                                                       |
| Gabriela Carcaioli  | Clara                                                           |
| Karine Barros       | Emanuelly                                                       |
| Alarisse Mattar     | Vitória                                                         |
| Lenita Oliver       | Dandara                                                         |
| Marina Cardoso      | Daniela                                                         |
| Maura Mesquita      | Alessandra                                                      |
| Scarlet Cardoso     | Ingrid                                                          |
| Iná de Carvalho     | Ruth                                                            |
| Suzana Cordovil     | Nicole                                                          |
| Tainá Bevilacqua    | Brenda                                                          |
| Erlene Mello        | Editora de beleza da revista Totalmente Demais                  |
| Paulão Duplex       | Durão                                                           |
| Yasmin Cândido      | Rayssa                                                          |
| Bruno Nunes         | Davi                                                            |
| Nado Grimberg       | Lobato                                                          |
| Rafael Zulu         | Dono do carro                                                   |
| Sílvia Pfeifer      | Ela mesma                                                       |
| Ana Furtado         | Ela mesma                                                       |
| Carol Castro        | Ela mesma                                                       |
| Gabrielle Aplin     | Ela mesma                                                       |
| Helena Fernandes    | Ela mesma                                                       |
| Henri Castelli      | Ele mesmo                                                       |
| Mariana Rios        | Ela mesma                                                       |
| Paulo Zulu          | Ele mesmo                                                       |
| Giovanna Ewbank     | Ela mesma                                                       |
| Léo Assis           | Oficial de Justiça                                              |

## Produção

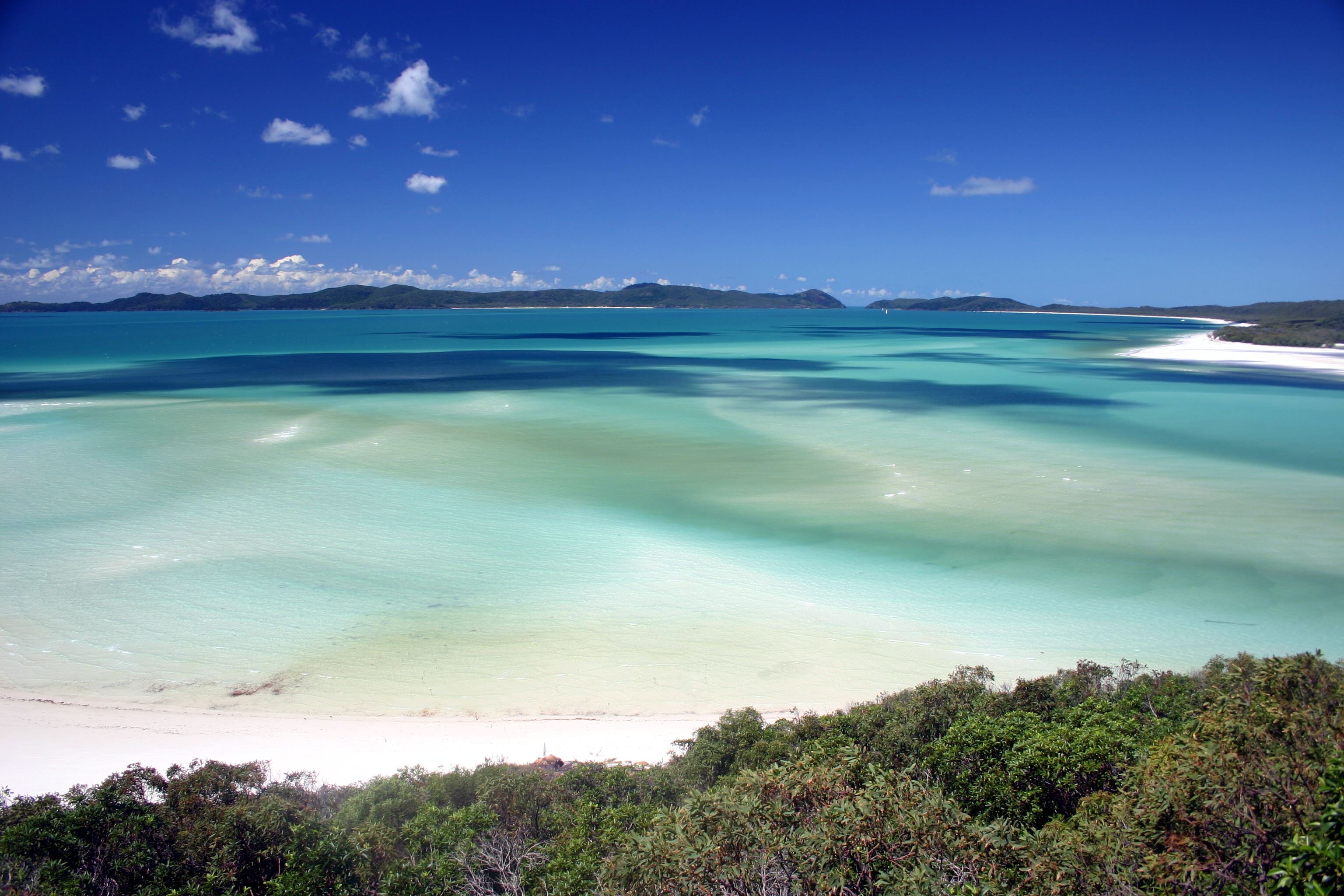
As primeiras cenas da novela foram gravadas em Whitehaven Beach, na Austrália.

Totalmente Demais é a primeira novela assinada por Rosane Svartman e Paulo Halm, autores principais de duas temporadas anteriores de Malhação Sonhos e Intensa como a Vida e teve como títulos de trabalho: Poderosa, Iluminada e A Dona do Jogo, mas optou-se pelo título homônimo que foi gravada pelo grupo Hanói-Hanói em 1986 e regravada pela cantora Anitta para a abertura da novela. Foi livremente baseada na peça Pigmalião, produzida em 1913 por George Bernard Shaw, além de ter elementos da minissérie Sex Appeal, que também mostrava os humorados bastidores de um concurso para revelar uma nova modelo e de alguns contos dos Irmãos Grimm. Algumas histórias de um arco da trama foram filmados na Austrália serviu de pano de fundo para a exibição dos primeiros capítulos, tendo como locações a Grande Barreira de Corais e a Whitsunday Island, aonde estiveram Juliana Paes, Fábio Assunção, Vivianne Pasmanter, Humberto Martins, Marat Descartes e Fernanda Motta.
Diversas cenas foram gravadas em alguns dos principais dos pontos turísticos principais de Nova Gales do Sul, como a Opera House, o Real Jardim Botânico, Bondi, Quay Restaurant e na Harbour Bridge. Um outro arco da história foi filmado no Uruguai,com cenas gravadas em Montevideu e em Punta del Este. Tal como o ocorrido na Austrália, algumas cenas foram gravadas nos principais pontos turísticos das duas cidades como a Casapueblo, Palácio Salvo, Plaza Independência, Teatro Solís, Cidade Velha e Mercado del Puerto serviram como locações. A gravação das cenas no país também foi motivada pela estreia da trama no país. As cenas iniciais no Rio de Janeiro, foram gravadas na Lapa, Benfica e Aterro do Flamengo. Os municípios de Cachoeiras de Macacu e Guapimirim no interior do Rio de Janeiro, também serviram de locação para as primeiras cenas da trama. Um dos destaques da trama seria um grupo de funk, mas por ser um tema recorrente em novelas da emissora, a trama acabou sendo progressivamente reduzida. A história de amor de Eliza e Jonatas, foi também inspirada no clássico Luzes da Cidade, filme de 1931, estrelado por Charlie Chaplin. Inclusive a primeira vez do casal na trama foi assistindo a esse filme. Uma cena, em um sonho de Eliza, foi uma recriação de uma cena original do filme.
Por conta da classificação indicativa, diversas cenas tiveram que ser regravadas, pois a personagem de Marina Ruy Barbosa chegava a dizer palavras de "baixo calão" que foram suprimidas por sons ambientes (como o som de um carro derrapando do lado de fora de um apartamento ou música alta) ou então por falas abruptas de outros personagens. Devido a esta necessidade, um outro tema que seria abordado na trama pela personagem de Marina (o assédio sexual) foi retirado e houve a insinuação do assunto em outros diálogos, um dos assuntos que originalmente seriam abordados Para as primeiras cenas de sua personagem, Marina também teve que usar alguns recursos como "desbotar" seu cabelo por meio de maquiagem e também se expor por mais tempo ao sol. Durante a produção da telenovela, o ator Fábio Assunção rompeu o tendão três vezes e como consequência quebrou o pé, o que forçou também alterações na trama.

### Escolha do elenco
A preparação de elenco foi feita com Eduardo Milewicz, Rossella Terranova e Maria Roberta Perez. A telenovela manteve participações especiais do ator Stênio Garcia como o motorista de caminhão "Bino" onde aparece como ajuda, levando Eliza para o Rio de Janeiro, Garcia ressucitou o personagem que o consagrou nas duas versões da série Carga Pesada. Também fizeram participação especial na trama: Carol Castro, Giovanna Ewbank, Maria Prata, Dudu Bertholini, Helena Bordon e Ana Cláudia Michels como convidados da festa de parceria da Bastille e da revista Totalmente Demais. Dira Paes interpretaria Rosângela, no entanto, com sua gravidez, Malu Galli ficou com a personagem. André Arteche foi cotado para interpretar o fotógrafo Fábio, porém o papel acabou sendo realocado para Daniel Rocha, cujo personagem passou a se chamar Rafael e é inspirado no poeta francês Arthur Rimbaud. Sophia Abrahão fez o teste para interpretar Leila, mas o papel também foi realocado para Carla Salle.
Inicialmente reservada para o elenco de A Regra do Jogo, Juliana Paes foi convidada para interpretar o papel de Carolina. O convite veio por parte da cúpula da emissora, que o lhe deu de presente em comemoração aos seus 15 anos de carreira realizados de forma ininterrupta no canal. Para compor sua personagem, Paes, visitou as redações das revistas Vogue e Marie Claire.

### Spin-offe outras aparições
Um spin-off nomeado Totalmente Sem Noção Demais foi lançado em 31 de maio de 2016 para a plataforma de streaming Globoplay após o fim da novela, tendo texto final de Claudia Sardinha com supervisão de Rosane Svartman e Paulo Halm. A produção teve dez episódios e gerou grande audiência, alcançando 3,4 milhões de visualizações até o fim de sua publicação, em 22 de junho de 2016. A série foi reprisada no vespertino Vídeo Show de forma compacta.
As atrizes Marina Ruy Barbosa, Lavínia Vlasak e Fernanda Motta reprisaram os papéis de Eliza de Assis, Natasha Oliver e Danielle Liebdish, respectivamente, em participações especiais na novela Bom Sucesso (2019-20), também da autoria de Svartman e Halm.

## Exibição
Antes do lançamento oficial, Totalmente Demais teve uma prévia que foi chamada de "capítulo zero" e foi disponibilizada no serviço de streaming Globoplay, tendo 15 minutos apresentando a trama principal da história. Em consequência do intenso interesse do público, o capítulo zero foi transmitido na TV aberta antes da exibição do último capítulo de I Love Paraisópolis dois dias depois. Prevista para terminar inicialmente em 13 de maio de 2016, a emissora decidiu dar duas semanas a mais para a trama, atrasando a estreia de Haja Coração para o dia 31 de maio. Ao contrário de suas antecessoras, Totalmente Demais se encerrou numa segunda-feira, sendo a primeira vez desde Estúpido Cupido (1976) que uma "novela das sete" não termina numa sexta-feira. A reprise do último capítulo aconteceu no dia seguinte dentro da sessão Vale a Pena Ver de Novo em uma prática que foi mantida até O Tempo Não Para. A estratégia também serviu para atrapalhar o lançamento da telenovela Escrava Mãe, da RecordTV, que seria exibida também as 19h30, porém a concorrente adiou a estreia para o dia seguinte.

### Reprise
Por causa da pandemia de COVID-19, Totalmente Demais voltou ao ar na faixa das 19h como uma "edição especial", exibida entre 30 de março e 9 de outubro de 2020, em 167 capítulos, durante o período de pausa da novela Salve-se Quem Puder. Sem ter como retomar a exibição da trama em 2020, optou-se por escalar uma edição especial de Haja Coração como substituta.

### Exibição internacional
Foi exibida em Portugal pelo canal por assinatura Globo a partir de 28 de março de 2016, substituindo Além do Tempo, na faixa das 20h. A novela foi encerrada em 14 de agosto de 2016. Voltou a ser exibida no país no dia 24 de agosto de 2020, estreando na programação da SIC substituindo a primeira parte de Amor de Mãe, na faixa das 23h30. Seu último capítulo foi exibido num domingo, em 21 de março de 2021, e foi substituída por Tempo de Amar, que já estava sendo exibida na SIC desde fevereiro.
Em 27 de janeiro de 2017, estreou na Ucrânia através do canal Воля Cine + Mix. Posteriormente, foi confirmada a sua estreia em Porto Rico, Uruguai e Chile, este último após acordo de exclusividade com o canal Mega. Nos países latinos, a telenovela é comercializada como Totalmente diva, e aproveitando a popularidade da cantora Anitta  nestes mercados,a emissora decidiu que a música da abertura ganharia uma versão em espanhol cantada pela mesma. Em 11 de fevereiro de 2019 estreou na Alemanha através do canal Sixx sob o título de Total Dreamer - Träume Werden.
A novela também foi licenciada para países da Europa e África, incluíndo Marrocos, Argélia, Tunísia, Egito, Israel, Jordânia, Líbano, Líbia, Palestina, Síria, Arábia Saudita, Barém, Catar, Iraque, Chipre, Bulgária, Kuwait, Sudão, Turquia, Iémen, Irã, Emirados Árabes Unidos, Omã, Ecuador e Croácia.
Em 11 de janeiro de 2024, retornou exclusivamente para Angola e Moçambique, no canal Globo On, canal a cabo da Globo na África lusófona, substituindo Sangue Bom.

## Recepção

### Audiência
Exibição Original
O primeiro capítulo de Totalmente Demais registrou média de 25 pontos na Grande São Paulo segundo o IBOPE. A trama bateu recorde nos dias 16 e 23 de novembro, alcançando médias de 25,8 e 26,4 pontos, respectivamente. Outro recorde foi estabelecido no dia 30 de novembro, quando a trama registrou 28,3 pontos. Impulsionada pela estreia de Êta Mundo Bom!, em 18 de janeiro de 2016, a trama das sete bateu recorde novamente, cravando 29,3 pontos em São Paulo. Em 22 de fevereiro de 2016, a trama bateu seu novo recorde, cravando 31 pontos em São Paulo. Sucesso de audiência, a novela já acumula a maior média (até o capítulo 93) desde 2013, alcançando a novela Cheias de Charme.
O capítulo de desfecho ao concurso "Garota Totalmente Demais", exibido em 15 de março de 2016, registrou 33,3 pontos.  No capítulo de 28 de abril de 2016, com a morte da vilã Sofia, a novela marcou um novo recorde, com 34,8 pontos em São Paulo e 39 pontos no Rio de Janeiro. Em 24 de maio do mesmo ano, houve um novo recorde em São Paulo, 35,5 pontos. Seu último capítulo teve 37 pontos, melhor audiência desde 2012. Totalmente Demais teve média geral de 27 pontos, representando um aumento de quatro pontos em relação à antecessora e a maior audiência desde Cheias de Charme (2012).
Reprise
Reestreou em 30 de março de 2020 com 26 pontos, superando sua estreia original. O segundo capítulo cravou 27 pontos. Em 7 de abril, com a exibição do nono capítulo, obteve 28 pontos. Em 13 de abril, cravou 29 pontos. Em 16 de abril, cravou 30 pontos. Em 26 de abril, chegou a 31 pontos. Em 12 de maio, chegou aos 32 pontos. Em 17 de agosto, cravou 33 pontos. Em 21 de agosto, cravou 34 pontos.
Em 13 de junho, atingiu média de 25 pontos. Em 26 de setembro, bateu recorde negativo com 24 pontos.
Com doze semanas no ar até junho de 2020, a novela havia acumulado uma média geral de 28,7 pontos, superando até mesmo a sua exibição original (23,9 pontos) e as reprises especiais nas demais faixas. Esse período da reprise deu-se durante a pandemia de coronavírus, com grande parte da população em quarentena domiciliar, em contraste com as primeiras doze semanas da exibição original, em que o horário de verão e as festas de final de ano historicamente têm influência no índice share, reduzindo a sintonia dos televisores.
O último capítulo exibido em 9 de outubro de 2020 cravou 29 pontos. Apesar de não ter batido recorde pelo fato de ter começado mais cedo devido ao Horário Político e a transmissão do primeiro jogo das Eliminatórias da Copa do Mundo FIFA de 2022 entre Brasil e Bolívia, a novela ocupou as primeiras posições dos tredings topics do twitter. A novela teve média geral de 30 pontos, se tornando o maior sucesso do horário desde 2012, superando até mesmo sua exibição original.

### Prêmios e indicações
| Ano  | Prêmio                     | Categoria                 | Indicado                     | Resultado | Notas           |
| ---- | -------------------------- | ------------------------- | ---------------------------- | --------- | --------------- |
| 2016 | Veja Rio - Cariocas do Ano | Atriz do Ano              | Marina Ruy Barbosa           | Venceu    | [ 171 ]         |
| 2016 | Troféu Internet            | Melhor Novela             | Rosane Svartman e Paulo Halm | Indicada  |                 |
| 2016 | Troféu Internet            | Melhor Atriz              | Marina Ruy Barbosa           | Indicada  |                 |
| 2016 | Troféu Internet            | Melhor Ator               | Felipe Simas                 | Indicado  | [ 172 ]         |
| 2016 | Prêmio Extra de Televisão  | Melhor Novela             | Rosane Svartman e Paulo Halm | Indicada  | [ 173 ] [ 174 ] |
| 2016 | Prêmio Extra de Televisão  | Melhor Atriz              | Marina Ruy Barbosa           | Indicada  | [ 173 ] [ 174 ] |
| 2016 | Prêmio Extra de Televisão  | Melhor Ator               | Felipe Simas                 | Indicado  | [ 173 ] [ 174 ] |
| 2016 | Prêmio Extra de Televisão  | Melhor Atriz Coadjuvante  | Juliana Paiva                | Indicada  | [ 173 ] [ 174 ] |
| 2016 | Prêmio Extra de Televisão  | Revelação Feminina        | Lellezinha                   | Indicada  | [ 173 ] [ 174 ] |
| 2016 | Prêmio Extra de Televisão  | Revelação Masculina       | Pablo Sanábio                | Indicado  | [ 173 ] [ 174 ] |
| 2016 | Prêmio Extra de Televisão  | Melhor Ator/Atriz Mirim   | Giovanna Rispoli             | Indicada  | [ 173 ] [ 174 ] |
| 2016 | Prêmio Extra de Televisão  | Melhor Tema de Novela     | "Totalmente Demais" (Anitta) | Indicado  | [ 173 ] [ 174 ] |
| 2016 | Troféu APCA                | Melhor Novela             | Rosane Svartman e Paulo Halm | Indicada  | [ 175 ] [ 176 ] |
| 2016 | Melhores do Ano            | Melhor Ator de Novela     | Felipe Simas                 | Indicado  | [ 177 ] [ 178 ] |
| 2016 | Melhores do Ano            | Melhor Atriz de Novela    | Marina Ruy Barbosa           | Indicada  | [ 177 ] [ 178 ] |
| 2016 | Melhores do Ano            | Melhor Atriz Coadjuvante  | Juliana Paiva                | Indicada  | [ 177 ] [ 178 ] |
| 2017 | Emmy Internacional         | Melhor Novela             | Rosane Svartman e Paulo Halm | Indicado  | [ 179 ]         |
| 2017 | Prêmio Quem de Televisão   | Melhor Atriz de Televisão | Marina Ruy Barbosa           | Indicado  | [ 180 ]         |
| 2017 | Troféu Imprensa            | Melhor Novela             | Rosane Svartman e Paulo Halm | Venceu    |                 |
| 2017 | Troféu Imprensa            | Melhor Atriz              | Marina Ruy Barbosa           | Venceu    |                 |
| 2017 | Troféu Internet            | Melhor Novela             | Rosane Svartman e Paulo Halm | Venceu    |                 |
| 2017 | Troféu Internet            | Melhor Atriz              | Marina Ruy Barbosa           | Indicado  |                 |

## Música

### Nacional
Capa: Juliana Paes e Fábio Assunção como Carolina e Arthur.
| N.º | Título                                                | Artista            | Duração |  |
| 1.  | "Totalmente Demais" (participação de Flávio Renegado) | Anitta             | 2:43    |  |
| 2.  | "Falta de Ar"                                         | Céu                | 3:58    |  |
| 3.  | "Passarinhos" (participação de Vanessa da Mata)       | Emicida            | 3:41    |  |
| 4.  | "Tranquila"                                           | Projota e J Balvin | 3:20    |  |
| 5.  | "Serpente"                                            | Pitty              | 5:45    |  |
| 6.  | "Pra Tudo Acontecer"                                  | Suricato           | 3:14    |  |
| 7.  | "Só Você"                                             | Frejat             | 2:54    |  |
| 8.  | "Encontrar-te"                                        | Djavan             | 4:16    |  |
| 9.  | "Jura-me (Jurame)"                                    | Julio Iglesias     | 4:08    |  |
| 10. | "Mudando de Assunto"                                  | Henrique & Juliano | 2:51    |  |
| 11. | "Felicidade"                                          | Seu Jorge          | 4:27    |  |
| 12. | "A Mil por Hora"                                      | Diogo Nogueira     | 3:01    |  |
| 13. | "Acreditar"                                           | Beth Carvalho      | 3:43    |  |
| 14. | "Fogo e Paixão"                                       | Michel Teló        | 3:38    |  |
| 15. | "Tô Valendo Quase Nada"                               | Banda Porto        | 3:26    |  |
| 16. | "Convocação"                                          | MC Koringa         | 3:27    |  |

### Orquestrais
Totalmente Demais Orquestrais foi disponibilizado em 18 de dezembro de 2015 e contém trilhas instrumentais produzidas por Rogério Vaz para a trama.
| N.º | Título                              | Duração |  |
| 1.  | "Bairro de Fátima"                  | 1:35    |  |
| 2.  | "Sonho Encantado"                   | 1:54    |  |
| 3.  | "Carol Sexy"                        | 2:05    |  |
| 4.  | "Eliza"                             | 2:06    |  |
| 5.  | "Arthur e Carol"                    | 1:48    |  |
| 6.  | "Passinho do Canguru"               | 1:35    |  |
| 7.  | "Germano e Lili"                    | 1:49    |  |
| 8.  | "Rio Bonito Suspense"               | 2:21    |  |
| 9.  | "Sonho de Eliza"                    | 1:37    |  |
| 10. | "Carol Jocoso"                      | 0:45    |  |
| 11. | "Maldades"                          | 1:23    |  |
| 12. | "Eliza Tenso"                       | 1:12    |  |
| 13. | "Khaos"                             | 1:21    |  |
| 14. | "Arthur Big Band"                   | 2:31    |  |
| 15. | "Carol Suspense"                    | 1:23    |  |
| 16. | "Jonatas Romântico"                 | 1:50    |  |
| 17. | "Cidade Sombria"                    | 1:27    |  |
| 18. | "Germano e Lili Engraçado Suspense" | 1:28    |  |
| 19. | "Germano e Lili Romântico"          | 1:53    |  |
| 20. | "Eliza Emoção"                      | 2:27    |  |
| 21. | "Arthur Suspense"                   | 1:20    |  |
| 22. | "Rio Bonito"                        | 2:20    |  |
| 23. | "Sete Chaves"                       | 2:04    |  |
| 24. | "Totalmente Valsa"                  | 1:57    |  |
| 25. | "Máfia Russa"                       | 2:38    |  |
| 26. | "Arthur Jocoso"                     | 0:49    |  |
| 27. | "Sonho Encantado" (piano solo)      | 2:20    |  |
| 28. | "Eliza" (piano solo)                | 2:15    |  |
| 29. | "Germano e Lili" (piano solo)       | 1:38    |  |
| 30. | "Funk Russo"                        | 2:04    |  |

### Internacional
Totalmente Demais Internacional foi lançada em 4 de março de 2016 e conta com canções internacionais executadas na trama. Fábio Assunção, Marina Ruy Barbosa e Felipe Simas estampam a capa como Arthur, Eliza e Jonatas, respectivamente.
| N.º | Título                                       | Artista                   | Duração |  |
| 1.  | "How Deep Is Your Love"                      | Calvin Harris e Disciples | 3:31    |  |
| 2.  | "Dynamite"                                   | The Triangles             | 3:11    |  |
| 3.  | "Cheerleader" (Felix Jaehn Remix)            | OMI                       | 4:22    |  |
| 4.  | "Fight Song"                                 | Rachel Platten            | 3:21    |  |
| 5.  | "Lips Are Movin"                             | Meghan Trainor            | 3:00    |  |
| 6.  | "Driving Me Crazy"                           | Electrique                | 2:59    |  |
| 7.  | "Drag Me Down"                               | One Direction             | 3:11    |  |
| 8.  | "Fica (Stay)" (participação de Luan Santana) | Florida Georgia Line      | 3:18    |  |
| 9.  | "I've Got You Under My Skin"                 | Ronaldo Canto e Mello     | 3:31    |  |
| 10. | "Dreams" (participação de Tony Sway)         | Stylez Major              | 3:54    |  |
| 11. | "Home"                                       | Gabrielle Aplin           | 4:06    |  |
| 12. | "One"                                        | Ed Sheeran                | 4:10    |  |
| 13. | "Rise Up"                                    | Andra Day                 | 4:12    |  |
| 14. | "You Can Rely On Me"                         | Jason Mraz                | 3:42    |  |

### Outras canções
Totalmente Demais conta ainda com as seguintes canções:
- "Agora Só Falta Você", Pitty
- "Outra Vez", Roberto Carlos
- "Anjo", Roupa Nova[4]
- "Super-Homem", Caetano Veloso[4]
- "Feel My Hart", Adi Goldstein
- "Latinha", Naldo Benny
- "Ive Brussel", Jorge Ben Jor (participação de Caetano Veloso)
- "Grávida", Marina Lima
- "Preciso Dizer que Te Amo", Cássia Eller
- "Não Quero Dinheiro (Só Quero Amar)", Tim Maia
- "Movimento da Sanfoninha", Anitta